# Heteroxenia uniserta
Heteroxenia uniserta is een zachte koraalsoort uit de familie Xeniidae. De koraalsoort komt uit het geslacht Heteroxenia. Heteroxenia uniserta werd in 1902 voor het eerst wetenschappelijk beschreven door Kükenthal. 